# Parti libéral (Belgique)
Pour les articles homonymes, voir Parti libéral.
Le Parti libéral est un ancien parti politique belge libéral de gauche, créé en 1846 et fusionné en 1961 dans le Parti de la liberté et du progrès (unitaire).

## Histoire

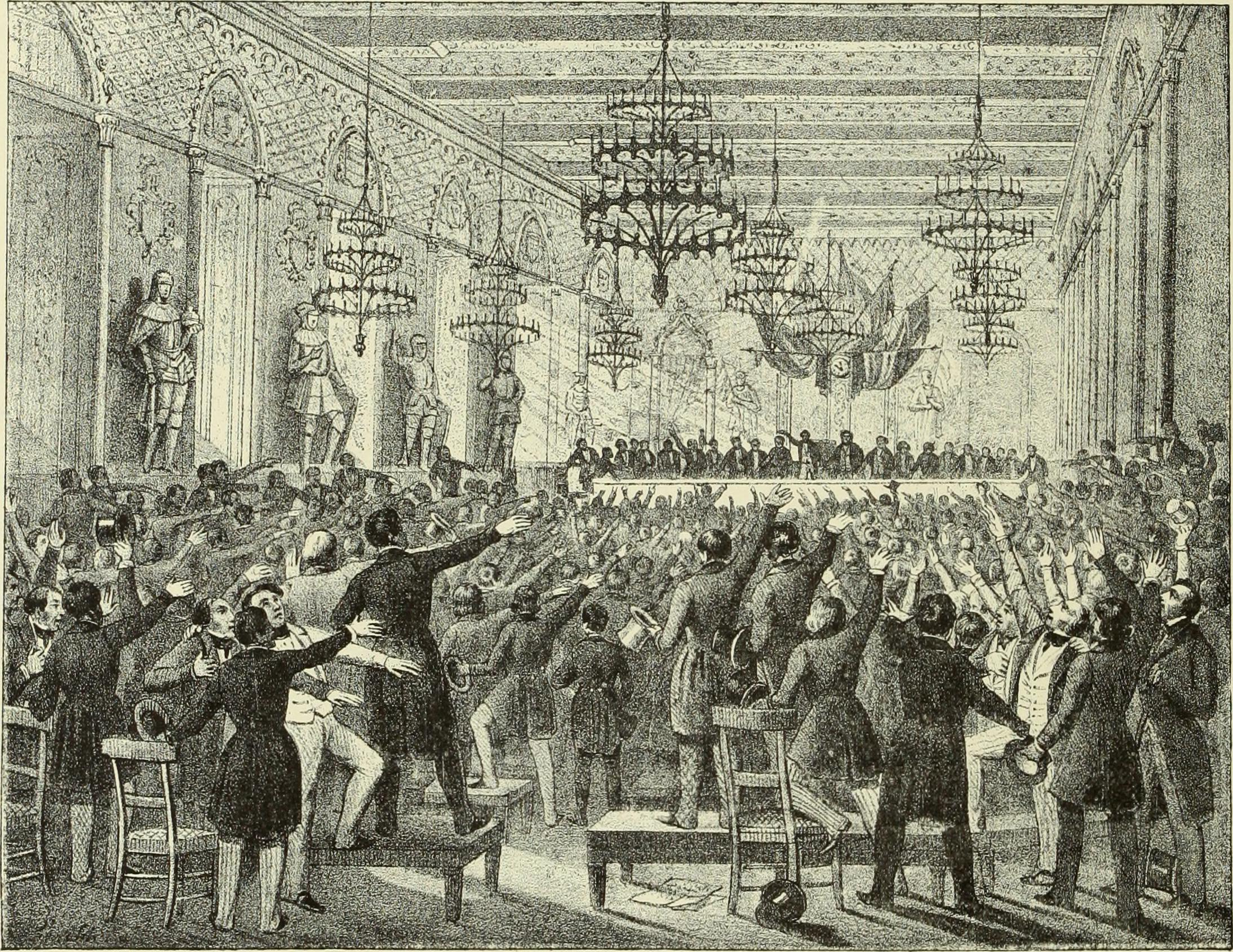
Congrès libéral du 14 juin 1846, tenu dans la salle Gothique de l'hôtel de ville de Bruxelles

Dès la proclamation de l'indépendance du pays le 4 octobre 1830, il est avec le Parti catholique l'un des deux partis qui dominent la vie politique du pays.
Cependant, ce n'est qu'en 1846 qu'il s'organisera et établira son programme lors d'un congrès fondateur à l'Hôtel de ville de Bruxelles et ce, sous la présidence d'Eugène Defacqz.  Parmi ses membres, il y avait notamment Walthère Frère-Orban, Jules Bara, Pierre Van Humbeeck et Charles Sainctelette.
Plate-forme de la bourgeoisie urbaine, ce parti attachait une importance particulière à l'indépendance du pouvoir civil face au clergé.  Soucieux de l'amélioration de la situation des classes ouvrières, il était perçu comme une formation progressiste, comme la gauche de l'époque, par opposition à la droite catholique et conservatrice.
Entre 1847 à 1884, il est le seul parti rival du Parti catholique qui obtient soit la majorité absolue des sièges ou se retrouve dans l'opposition.  À la suite des élections de 1847, il remporte une grande victoire électorale et ce, à la suite de l'abaissement du cens et c'est Charles Rogier qui prend la tête d'un cabinet qui sera vite dominé par Walthère Frère-Orban.
Dans l'opposition à partir de 1852, le parti revient au pouvoir à la suite des élections de 1857.  Ce fut ce que l'on appela le grand ministère libéral d'abord dirigé par Charles Rogier puis, après la démission de ce dernier à la fin de l'année 1867, lui succède Walthère Frère-Orban en janvier 1868.   L'usure du pouvoir et les dissensions au sein du parti seront parmi les principales raisons de la perte des élections de 1870.
Le parti alors profondément divisé entre les radicaux, tel Paul Janson, qui réclamaient un élargissement du corps électoral et les doctrinaires, tel Frère-Orban, qui, eux,  y étaient radicalement opposés.   Frère-Orban parvint cependant à rassembler les deux tendances autour d'un même programme et remporta une dernière victoire électorale en 1878 où il redevint Chef de cabinet.  Sa politique déclencha rapidement la première guerre scolaire qui conduisit le parti au désastre électoral de 1884.
Le Parti catholique obtint une majorité absolue qu'il ne perdra qu'après la Première Guerre mondiale.  En effet, à la suite de l'introduction du suffrage plural en 1893, le poids du Parti libéral devait beaucoup décroître et demeura dans l'opposition jusqu'à la Première guerre mondiale lorsque le Parti libéral et le Parti ouvrier furent invités à former un gouvernement d'Union nationale.  Dans l'entre-deux-guerres, les libéraux gouverneront plus fréquemment avec le Parti catholique.
Après le Deuxième conflit mondial, ils furent appelés à participer à diverses coalitions jusqu'en 1961.  À cette date, faisant suite à la crise liée à l'indépendance du Congo belge et aux grandes grèves, sous l'égide d'Omer Vanaudenhove, le parti renonce à sa philosophie anticléricale et opère un processus d'ouverture marqué par un changement de nom : il se nommera dorénavant le Parti de la liberté et du progrès (PLP).

## Présidents
- 1920-1921 : Albert Mechelynck
- 1924-1926 : Édouard Pecher
- 1927-1933 : Albert Devèze
- 1933-1934 : Octave Dierckx
- 1935-1936 : Léon Dens
- 1936-1937 : Victor de Laveleye
- 1937-1940 : Émile Coulonvaux
- 1940-1944 : Jane Brigode et Fernand Demets (coprésidents)
- 1944-1953 : Roger Motz
- 1953-1954 : Henri Liebaert
- 1954-1958 : Maurice Destenay
- 1958-1961 : Roger Motz

## Personnalités
- Charles Rogier
- Charles Graux
- Joseph Lebeau
- Eugène Defacqz
- Théodore Verhaegen
- Walthère Frère-Orban
- Jules Bara
- Paul Janson
- Joseph Tirou
- Paul-Émile Janson
- Eudore Pirmez
- Pierre Van Humbeeck
- Eugène de Ligne
- Jean-Baptiste Delescluse

## Résultats électoraux

### Parlement national

#### Chambre des Représentants

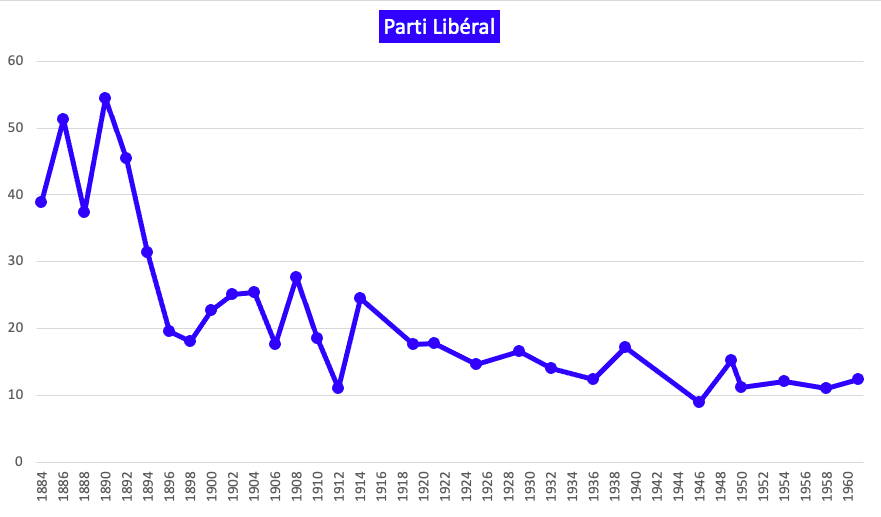
Evolution des résultats électoraux du Parti Libéral à la Chambre des Représentants.

| Année     | Voix    | %     | Sièges   | Participation gouvernementale                       |
| --------- | ------- | ----- | -------- | --------------------------------------------------- |
| 1847      | 9 142   | 52,1  | 55 / 108 | Rogier I                                            |
| 1848      | 30 806  | 59,5  | 83 / 108 | Rogier I                                            |
| 1850      | 15 320  | 54,8  | 69 / 108 | Rogier I                                            |
| 1852      | 16 888  | 57,4  | 57 / 108 | Rogier I et de Brouckère                            |
| 1854      | 16 087  | 57,4  | 54 / 108 | de Brouckère, De Decker                             |
| 1856      | 12 472  | 45,1  | 45 / 108 | de Brouckère                                        |
| 1857      | 39 280  | 54,7  | 70 / 108 | Rogier II                                           |
| 1859      | 15 052  | 54,2  | 69 / 116 | Rogier II                                           |
| 1861      | 15 979  | 57,5  | 66 / 116 | Rogier II                                           |
| 1863      | 17 799  | 45,5  | 59 / 116 | Rogier II                                           |
| 1864      | 39 576  | 49,7  | 64 / 116 | Rogier II                                           |
| 1866      | 20 965  | 58,2  | 70 / 122 | Rogier II et Frère-Orban I                          |
| 1868      | 13 619  | 44,3  | 72 / 122 | Frère-Orban I                                       |
| Juin 1870 | 17 173  | 55,6  | 61 / 122 | Opposition                                          |
| Août 1870 | 32 448  | 44,5  | 52 / 124 | Opposition                                          |
| 1872      | 9455    | 31    | 53 / 124 | Opposition                                          |
| 1874      | 17 531  | 52,5  | 56 / 124 | Opposition                                          |
| 1876      | 19 788  | 46,3  | 57 / 124 | Opposition                                          |
| 1878      | 18 966  | 52,6  | 72 / 132 | Frère-Orban II                                      |
| 1880      | 21 283  | 50,3  | 74 / 132 | Frère-Orban II                                      |
| 1882      | 22 001  | 52,8  | 79 / 138 | Frère-Orban II                                      |
| 1884      | 21 294  | 38,9  | 52 / 138 | Opposition                                          |
| 1886      | 18 965  | 51,3  | 40 / 138 | Opposition                                          |
| 1888      | 19 967  | 37,3  | 40 / 138 | Opposition                                          |
| 1890      | 20 829  | 54,5  | 44 / 138 | Opposition                                          |
| 1892      | 47 518  | 45,4  | 60 / 152 | Opposition                                          |
| 1894      | 515 808 | 31,37 | 17 / 152 | Opposition                                          |
| 1896      | 193 563 | 19,52 | 11 / 152 | Opposition                                          |
| 1898      | 177 802 | 18,14 | 13 / 152 | Opposition                                          |
| 1900      | 464 959 | 22,67 | 31 / 152 | Opposition                                          |
| 1902      | 266 891 | 25,06 | 33 / 162 | Opposition                                          |
| 1904      | 283 411 | 25,35 | 42 / 166 | Opposition                                          |
| 1906      | 207 341 | 17,68 | 37 / 164 | Opposition                                          |
| 1908      | 331 981 | 27,64 | 36 / 164 | Opposition                                          |
| 1910      | 236 467 | 18,55 | 36 / 168 | Opposition                                          |
| 1912      | 291 084 | 11,10 | 21 / 186 | Opposition                                          |
| 1914      | 326 922 | 24,50 | 31 / 186 | Broqueville II, Cooreman et Delacroix I             |
| 1919      | 310 876 | 17,65 | 34 / 186 | Delacroix II et Carton de Wiart                     |
| 1921      | 343 959 | 17,80 | 33 / 186 | Theunis I                                           |
| 1925      | 304 757 | 14,65 | 23 / 187 | Opposition puis Jaspar I                            |
| 1929      | 369 114 | 16,55 | 28 / 187 | Jaspar II et Renkin                                 |
| 1932      | 313 722 | 14,08 | 24 / 187 | de Broqueville III, Theunis II et Van Zeeland I     |
| 1936      | 292 970 | 12,40 | 23 / 202 | Van Zeeland II, Janson, Spaak I puis opposition     |
| 1939      | 335 966 | 17,18 | 33 / 202 | Pierlot II, III, IV, V et VI, Van Acker I et II     |
| 1946      | 211 143 | 8,93  | 17 / 202 | Opposition, Van Acker III et Huysmans, opposition   |
| 1949      | 767 180 | 15,25 | 29 / 212 | Gaston Eyskens I                                    |
| 1950      | 556 102 | 11,25 | 20 / 212 | Opposition                                          |
| 1954      | 626 983 | 12,15 | 24 / 212 | Van Acker IV                                        |
| 1958      | 585 999 | 11,05 | 20 / 212 | Opposition puis Gaston Eyskens III et III (remanié) |
| 1961      | 649 376 | 12,33 | 20 / 212 | Opposition                                          |